# Коржик (печиво)

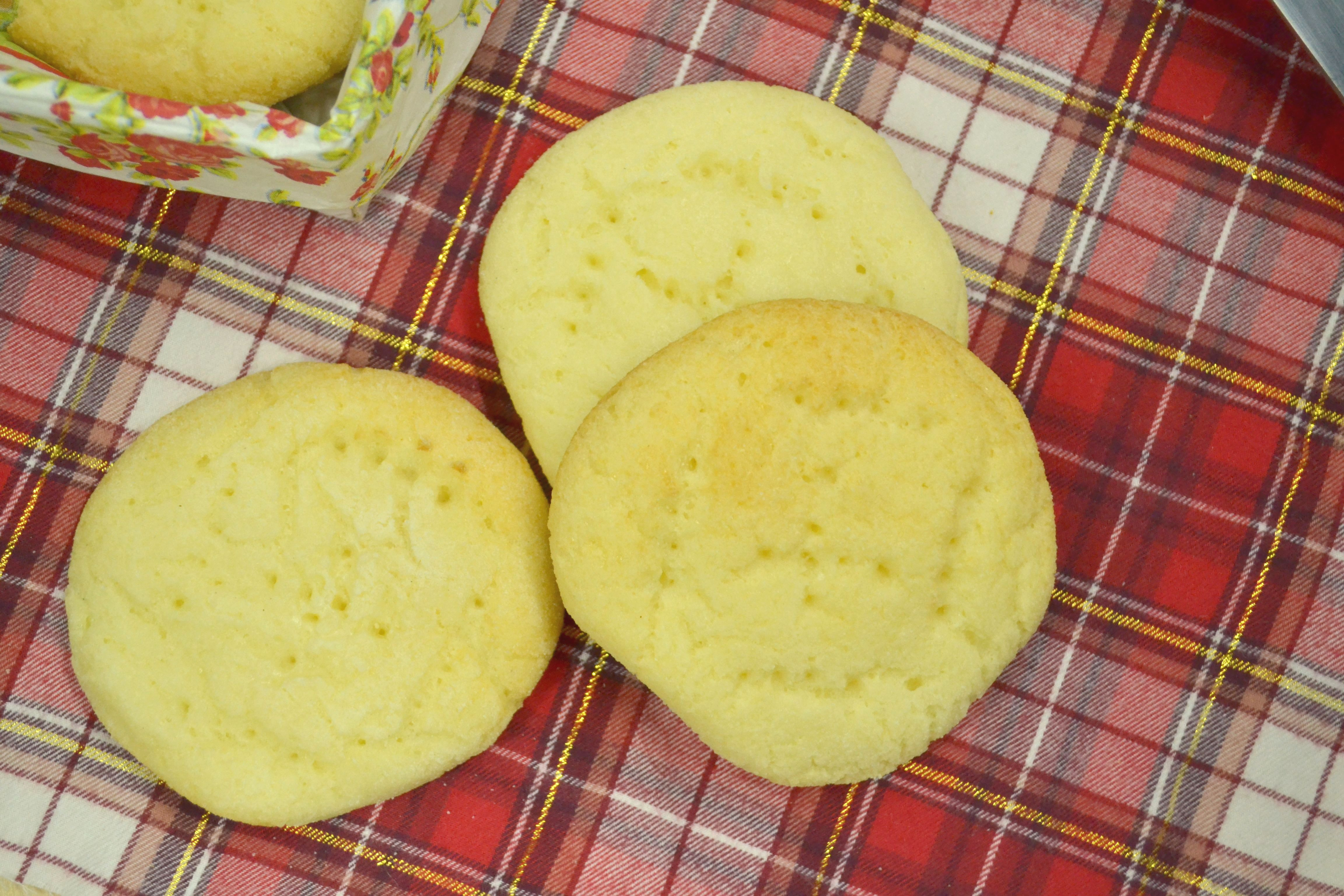
Мандрики

Ко́ржик або плескане́ць — кондитерський виріб із прісного здобного тіста. Асортимент коржиків: молочні, цукрові, мигдальні, з ізюмом, з маком, українські: батуринські та макові, з січеного тіста, шоколадні.

## Види

### Молочні
Спочатку треба нагріти вершкове масло до м'якості і розтерти з цукром. Потім додати молоко кімнатної температури, ванільний цукор, яйце і перемішати до однорідності за допомогою віничка. Просіяне борошно змішати з розпушувачем і поступово додати до основної маси, замішуючи тісто. Присипавши робочу поверхню борошном, треба розкатати пласт тіста завтовшки 1 см і за допомогою склянки чи спеціальних форм зробити коржики. Сформовані коржики треба перекласти на застелене пергаментним папером деко, на невеликій відстані один від одного. Випікати у розігрітій духовці до 180 °С 15 хвилин.

### Батуринські (гетьманські)
Варені яєчні жовтки розтирають із сирими жовтками, додають олію, сметану, цукор, сухе біле вино та перемішують. Невеликими порціями додають борошно та мелені горіхи. Тісто розкатують у пласт товщиною 1 см і вирізають круглі коржики. Викладають їх на промаслене деко, наколюють вилкою, змащують жовтком і посипають сумішшю цукру та горіхів. Випікають до рум'яності.